# Союз Молоді Карпат
Союз Молоді Карпат (СМК) — організація української молоді Пряшівщини (1945 — 1950).
1949 у 225 місцевих групах Союзу Молоді Карпат було організовано 20000 членів. Перший голова — Й. Дзуренда, потім А. Єдинак, А. Сушко, секретар Й. Сопко. У керівництві СМК переважали русофіли.
Друковані органи: російсько-український місячник «Колокольчик — Дзвіночок» і додаток до газети «Пряшевщина» — «Слово молодежи».
В 1949 році СМК об'єдналася з чеською, словацькою та польською молодіжними організаціями, щоб утворити Чехословацький молодіжний союз.
Спроби відновити СМК в 1968 закінчилися невдачею.